# Alejandro Chumacero
Alejandro Saúl Chumacero Bracamonte (La Paz, 22 de abril de 1991) es un futbolista internacional de la selección boliviana que juega como centrocampista.

## Trayectoria

### Formación
Se formó como futbolista en las divisiones inferiores de The Strongest, tal como lo hizo su ídolo Carlos Pacheco. Debutó profesionalmente en abril de 2007, en un triunfo 2-1 sobre Universitario de Sucre en el que hizo el primer gol de su equipo.

### The Strongest
Comenzó a jugar en abril de 2007 y finalizó su contrato en julio del 2013.

### Sport Recife
En julio de 2013 venció su contrato con el club boliviano y decide firmar con el Sport Recife, equipo de la zona noreste de Brasil, más precisamente en la ciudad de Recife. Allí jugó medio año en la Serie B. Disputó 5 partidos por liga y 3 por la Copa Sudamericana.

### Vuelta a The Strongest
En enero de 2014 regresó a Bolivia para unirse al The Strongest a préstamo por un año. A principios del año siguiente el club boliviano compró la totalidad del pase del jugador. Chumacero firmó un contrato hasta el 31 de diciembre del 2017.

### Puebla
En enero de 2018 el jugador fichó por el Club Puebla de México hasta su salida en 2021, llegando al Unión Española de la primera división Chilena.

## Selección nacional
En agosto de 2009 fue invitado por el técnico Erwin Sánchez para entrenar con la selección de fútbol de Bolivia, que se preparaba para jugar contra Brasil y Perú por las eliminatorias a la Copa Mundial de 2010. En febrero de 2010 fue convocado por primera vez al equipo nacional, de cara a un amistoso contra México.
En 2011 fue convocado por la sub-20 para participar del Sudamericano 2011, donde jugó tres partidos.
Fue nominado para jugar la Copa América 2015 en Chile, Chumacero sería titular en los 3 partidos del grupo, siendo uno de los destacados y clasificando a la siguiente fase.
En 2021 no pudo ser convocado para disputar la Copa América 2021 debido a una lesión.

### Participaciones en Sudamericanos
| Competición                            | Sede | Resultado    | Part. | Goles |
| -------------------------------------- | ---- | ------------ | ----- | ----- |
| Campeonato Sudamericano Sub-20 de 2011 | Perú | Primera fase | 3     | 0     |

### Participaciones en Eliminatorias
| Eliminatoria               | Resultado | Partidos | Goles |
| -------------------------- | --------- | -------- | ----- |
| Eliminatorias Mundial 2014 | 8.º lugar | 10       | 1     |
| Eliminatorias Mundial 2018 | 9.º lugar | 9        | 1     |

### Participaciones en Copa América
| Torneo            | Sede   | Resultado        | Partidos | Goles |
| ----------------- | ------ | ---------------- | -------- | ----- |
| Copa América 2015 | Chile  | Cuartos de final | 4        | 0     |
| Copa América 2019 | Brasil | Fase de grupos   | 2        | 0     |

### Goles internacionales
| #  | Fecha                 | Lugar                                   | Rival    | Gol | Resultado | Competición        |
| -- | --------------------- | --------------------------------------- | -------- | --- | --------- | ------------------ |
| 1. | 12 de octubre de 2012 | Estadio Hernando Siles, La Paz, Bolivia | Perú     | 1–1 | 1–1       | Eliminatorias 2014 |
| 2. | 24 de marzo de 2016   | Estadio Hernando Siles, La Paz, Bolivia | Colombia | 2–2 | 2–3       | Eliminatorias 2018 |

## Clubes

### Como jugador
| Club              | País    | Año         |
| ----------------- | ------- | ----------- |
| The Strongest     | Bolivia | 2007 - 2013 |
| Sport Recife      | Brasil  | 2013        |
| The Strongest     | Bolivia | 2014 - 2017 |
| Puebla            | México  | 2018 - 2021 |
| Unión Española    | Chile   | 2021        |
| Always Ready      | Bolivia | 2022        |
| Jorge Wilstermann | Bolivia | 2023 - 2025 |

## Palmarés

### Títulos nacionales
| Título           | Club          | País    | Año           |
| ---------------- | ------------- | ------- | ------------- |
| Primera División | The Strongest | Bolivia | Apertura 2011 |
| Primera División | The Strongest | Bolivia | Clausura 2012 |
| Primera División | The Strongest | Bolivia | Apertura 2012 |
| Primera División | The Strongest | Bolivia | Apertura 2016 |